# Oriental Press Group
Oriental Press Group (東方報業集團有限公司) — одна из крупнейших издательских групп Гонконга (наряду с Next Media, Sing Tao News Corporation, SCMP Group и Ming Pao Group входит в «большую пятёрку» гонконгских медиа-конгломератов). Котируется на Гонконгской фондовой бирже (SEHK: 0018). Oriental Press Group, которой владеет семья Ма, издаёт популярные китаеязычные газеты Oriental Daily News (東方日報) и The Sun (太阳报), а также журнал The Sun Racing. Ведущим сайтом Oriental Press Group является on.cc, запущенный в феврале 2002 года (имеет своё интернет-телевидение). Штаб-квартира компании расположена в округе Тайпоу. 

## История
Oriental Daily News начала выходить в 1969 году, а The Sun — в 1999 году (первая рассчитана на взрослую аудиторию, вторая — на молодёжную). С середины 1970-х годов Oriental Daily News является самой массовой газетой Гонконга (её ближайшими конкурентами считаются Apple Daily от Next Media и Headline Daily от Sing Tao News Corporation). Свою популярность Oriental Daily News заработала благодаря публикациям жалоб простых горожан и тем, что в дальнейшем внимательно следила за реакцией властей на эти жалобы. Кроме того, одна из ежедневных передовых статей газеты, написанная в простой форме кантонского диалекта, всегда посвящена критике гонконгской бюрократии.